# میونگ دونگ-چان
میونگ دونگ-چان (انگلیسی: Myong Dong-chan; ۸ ژانویهٔ ۱۹۴۸ – ۱۹۹۹ (۵۰−۵۱ سال)) بازیکن فوتبال اهل کره شمالی بود.
از باشگاه‌هایی که در آن بازی کرده‌است می‌توان به اشاره کرد.
وی همچنین در تیم ملی فوتبال کره شمالی بازی کرده‌است.